# Arigliano
Arigliano is een plaats (frazione) in de Italiaanse gemeente Gagliano del Capo.

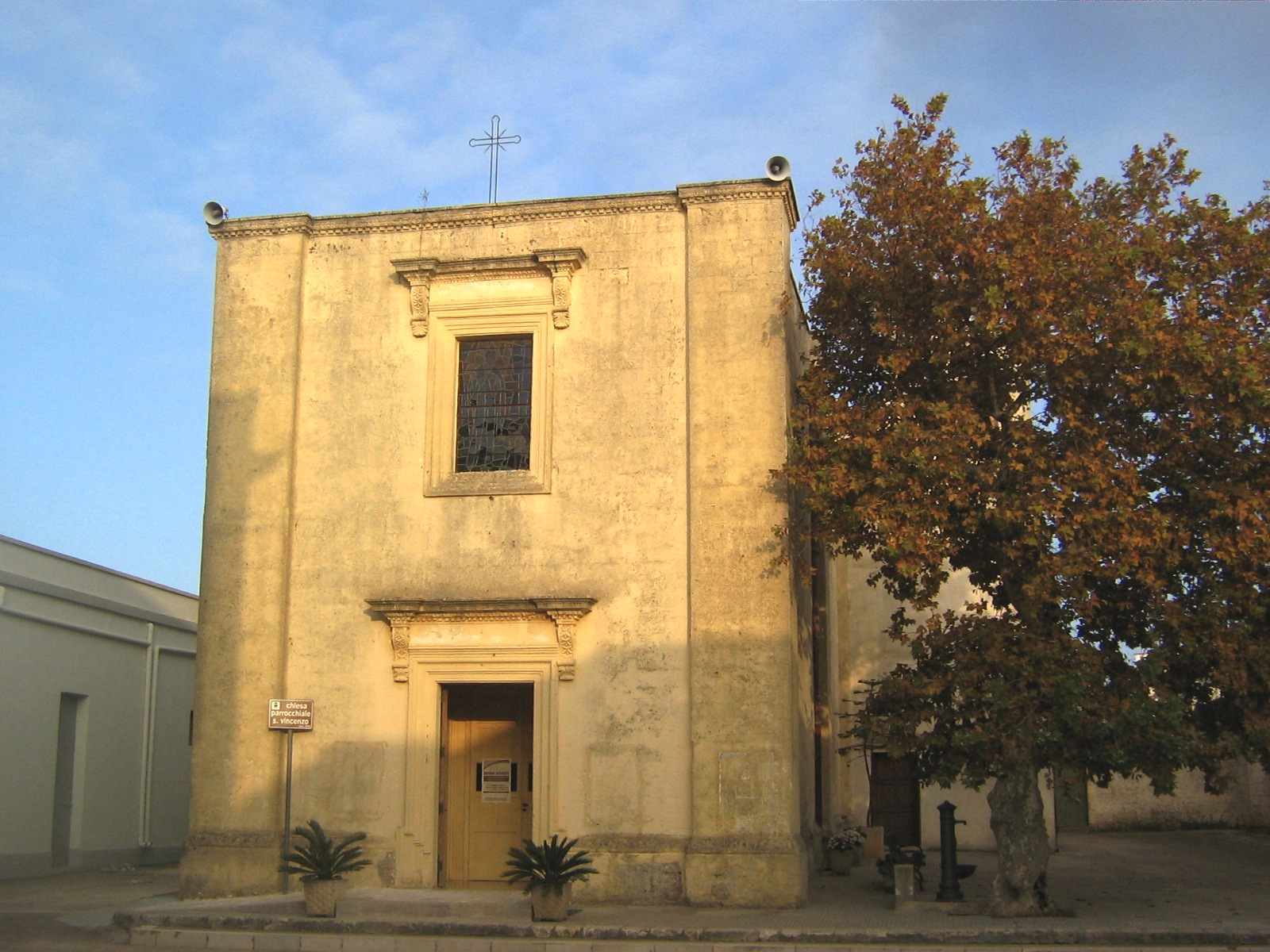
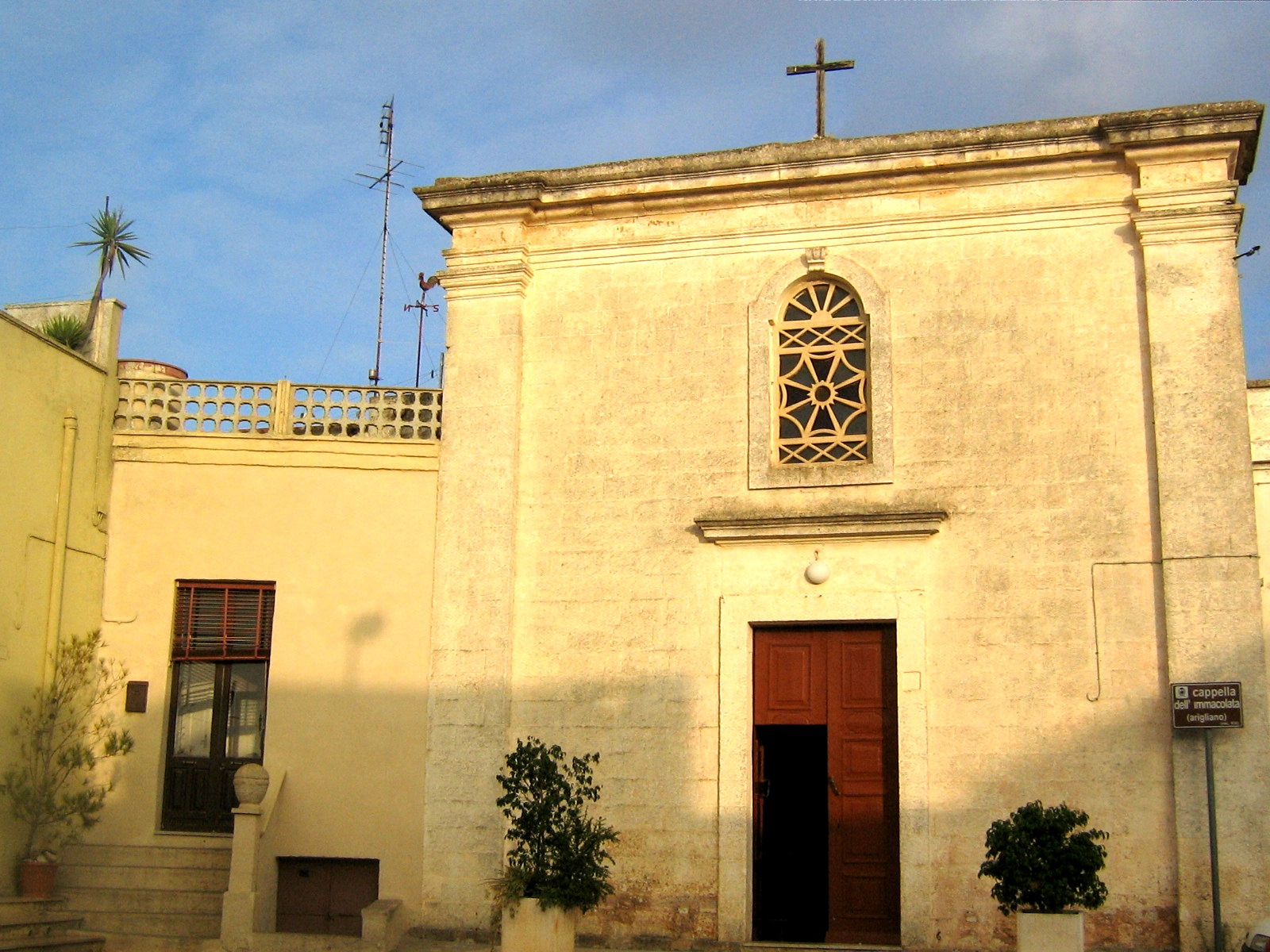
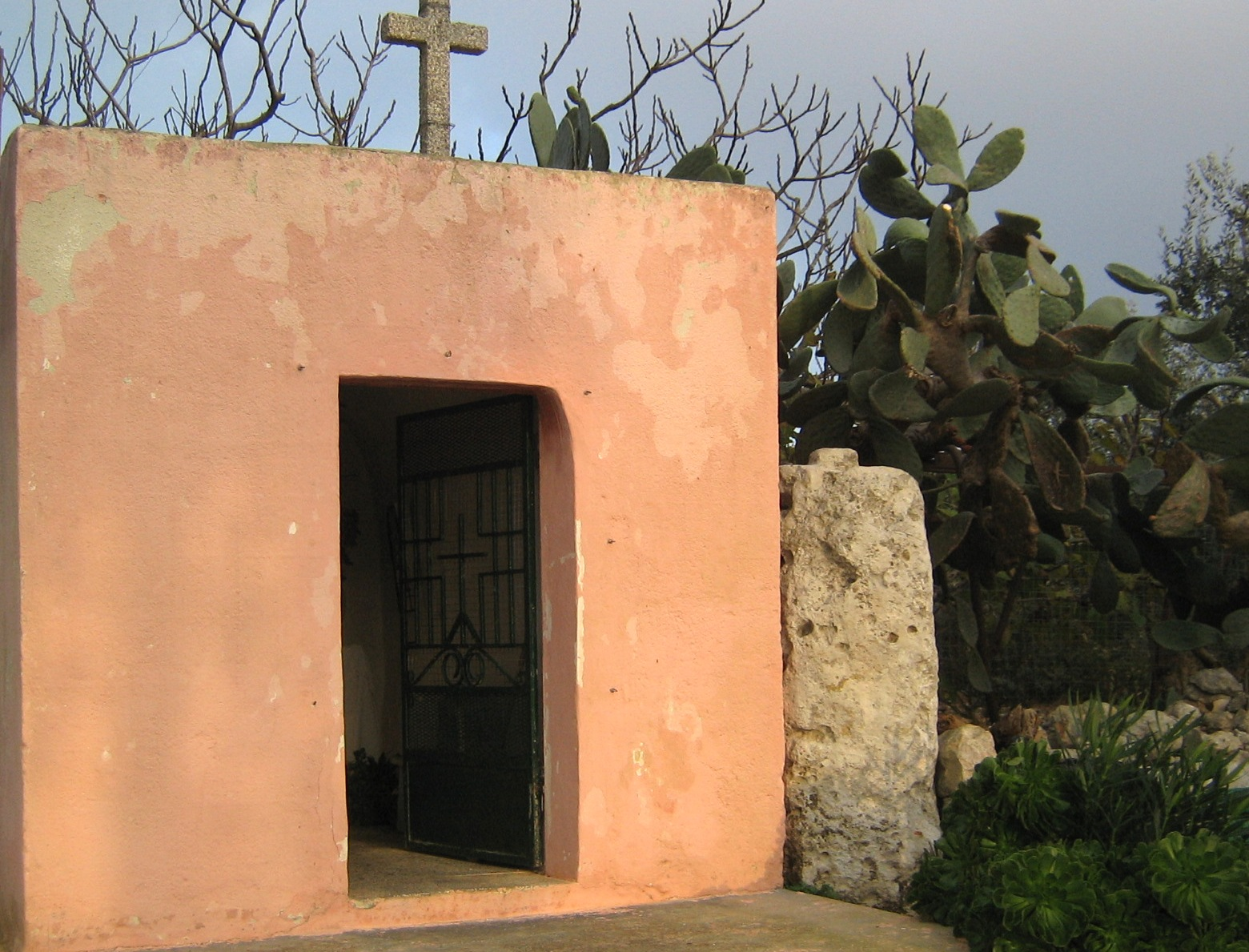